# Station La Mothe-Achard
Station La Mothe-Achard is een spoorwegstation in de Franse gemeente Les Achards.